# ®

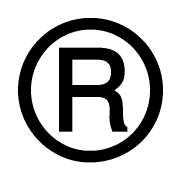
Symbool voor geregistreerd handelsmerk

Het teken ® wordt gebruikt om een geregistreerd handelsmerk aan te duiden. Het heeft binnen de Europese Unie geen wettelijke betekenis. In de Verenigde Staten is het gebruik wel wettelijk beschermd en daar mag het teken alleen worden gebruikt bij merken die zijn ingeschreven in het merkenregister.